# What's Your Name?
What's Your Name? é um álbum lançado em 1997 pelo comediante Adam Sandler. Nos Estados Unidos, o álbum ganhou disco de ouro, vendendo 500 mil cópias.

## Faixas
1. Moyda
2. The Lonesome Kicker
3. Bad Boyfriend
4. Pickin' Daisies
5. Corduroy Blues
6. Listenin' to the Radio
7. Sweet Beatrice
8. Dancin' and Pantsin
9. Zittly Van Zittles
10. Four Years Old
11. Voodoo
12. The Respect Chant
13. The Goat Song
14. Red Hooted Sweatshirt